# Carex gynocrates
Carex gynocrates — багаторічна трав'яниста рослина родини осокові (Cyperaceae), поширена в північно-східній Азії та північній частині Північної Америки.

## Опис

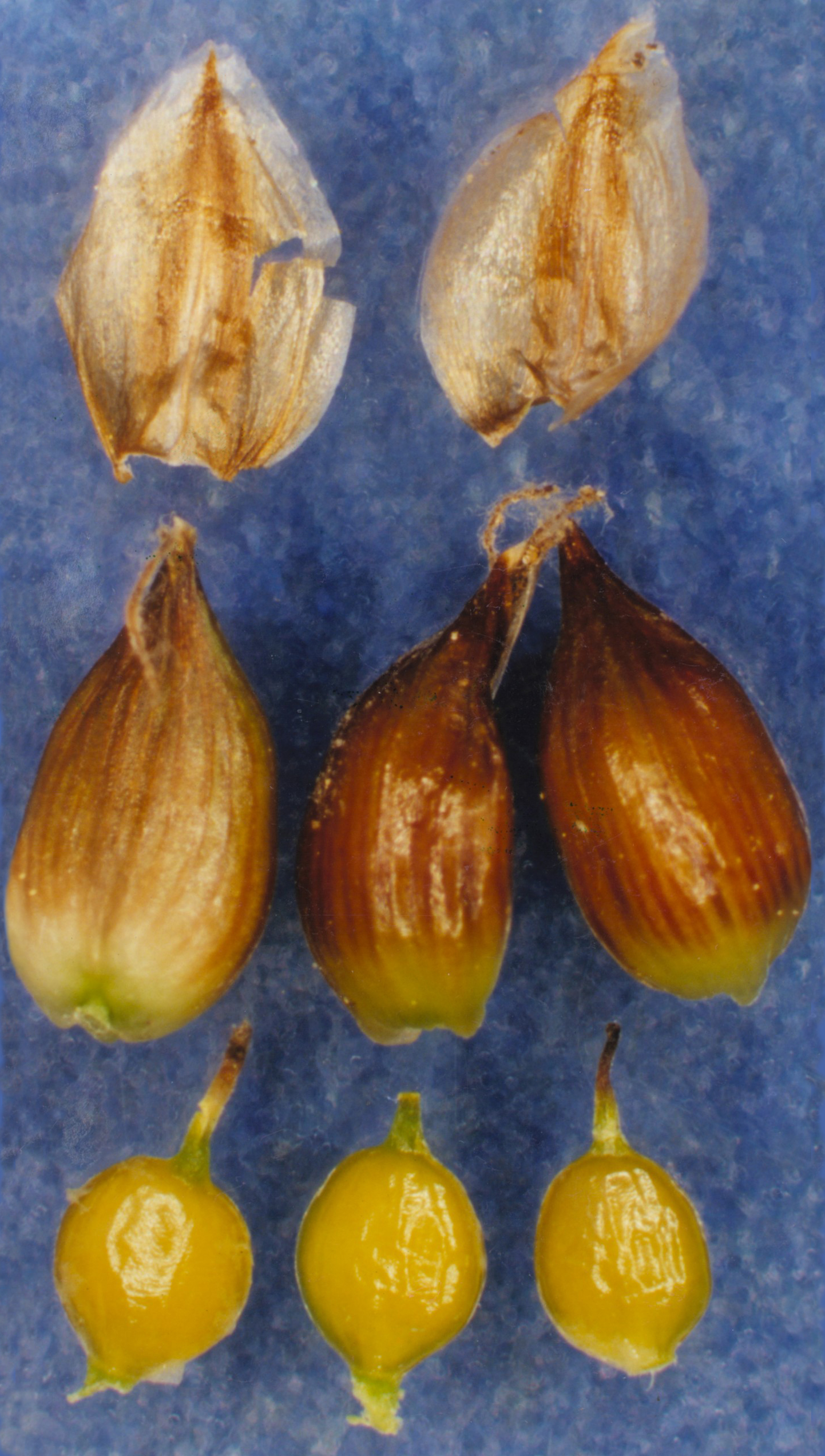

Кореневища тонкі, повзучі, горизонтальні, 0.3–0.8 мм у діаметрі. Стебла ростуть поодинці або 2–3 разом, висотою 20–30 см, гладкі, листові на нижніх 1/4. Базальні листяні піхви іржаво-коричневі, урешті-решт блідо-коричневі, розщеплюються на волокна. Листові пластини ниткоподібні, коротші за стебла, 2–15 см × 0.3–0.7 мм, гладкі. Рослини дводомні, чоловічих рослин не спостерігали. Суцвіття термінальні, двостатеві (14 %), повністю тичинкові (12 %) чи повністю маточкові (74 %). Тичинкові колоски 8–16 мм. Маточкові колоскові луски іржаво-коричневі, широко яйцюваті, вершини гострі. Маточкові колоски 4–15(18)-квіткові, коричневі, вузько циліндричні, 5–14 × 4–8 мм. Плоди 1.5–1.7 × 1–1.2 см.

## Поширення
Північна Америка: Сен-П'єр і Мікелон, Ґренландія, Канада, США; Азія: Японія, Далекий Схід, Східний Сибір. Населяє мокрі місця в лісах, субальпійські луки, тундру.